# Bassam al-Rawi
Bassam Hisham Ali al-Rawi (arabisch بسام هشام الراوي, DMG Bassām Hišām ar-Rāwī; * 16. Dezember 1997 in Bagdad, Irak) ist ein katarisch-irakischer Fußballspieler. Er ist in der Abwehr beheimatet und führt bei seinem aktuellen Klub al-Duhail dort diese Rolle als Innenverteidiger aus.

## Karriere

### Verein
Er startete seine Karriere in der Jugend von al-Rayyan und ging hier zum Jahresstart 2015 von der Reserve-Mannschaft in die erste Mannschaft über. Dort bekam er aber keine Einsätze und wurde so im März 2016 erst einmal bis zum Saisonende 2015/16 an die U19 von Celta Vigo in Spanien ausgeliehen. Nach dem Ende der Leihe wurde er für die Saison 2016/17 gleich wieder ausgeliehen, diesmal zum Kooperationsklub KAS Eupen nach Belgien, wo er für die U21-Mannschaft spielten sollte.
Zur Spielzeit 2017/18 wechselte er danach zu al-Duhail, ohne davor einen einzigen Pflichtspieleinsatz für seinen Ausbildungsklub al-Rayyan gehabt zu haben. Sein Debüt in der Qatar Stars League war somit am 1. Spieltag bei einem 3:2-Sieg über den Qatar SC. Am Ende der Saison gewann er mit seinem Team auch die Meisterschaft. Anschließend kam er auch zu einer durchaus ordentlichen Einsatzzahl. Die Saison 2019/20 verlief für ihn gar nicht gut, weil er den Großteil der Saison aufgrund eines Beinbruchs verpasste. Am Ende kam er in der Liga nur auf sechs Einsätze, konnte mit seiner Mannschaft aber ein weiteres Mal die Meisterschaft gewinnen. Zuletzt gelang ihm in der Saison 2021/22 auch sein erster Gewinn des Emir of Qatar Cup.

### Nationalmannschaft
Sein erster Einsatz im Dress der katarischen A-Nationalmannschaft hatte er am 11. November 2017 bei einer 0:1-Freundschaftsspielniederlage gegen Tschechien, wo er auch gleich in der Startelf stand und über die volle Spielzeit auf dem Platz stand. Nach weiteren Einsätzen bei Freundschaftsspielen und einem Spiel beim Golfpokal 2017, stand er auch im Kader der Mannschaft bei der Asienmeisterschaft 2019. Hier kam er in jedem Spiel des Turniers zum Einsatz und gewann am Ende mit seiner Mannschaft den Titel des Asienmeisters und damit den ersten in der Geschichte des Verbandes. Zuvor wurde unter anderem er von den VAE, welche im Halbfinale von Katar mit 4:0 besiegt wurden, dazu benutzt, um Einspruch gegen die Wertung des Spiels einzulegen, weil er laut den FIFA-Statuten aufgrund seiner Nationalität nicht spielberechtigt gewesen sei. Dieser Einspruch wurde aber am Tag des Finalspiels schlussendlich seitens der AFC abgelehnt.
Seine nächsten Einsätze danach waren gleich bei der Copa América 2019, weil Katar dort als Gast teilnehmen durfte. Hier wurde er erneut in allen Spielen des Teams bei diesem Turnier eingesetzt. Anschließend sammelte er auch einige Einsätze in der Qualifikation für die Weltmeisterschaft 2022, in welcher Katar als Gastgeber ohne Wertung mitspielte. Ansonsten kam im November 2019 noch ein Einsatz beim Golfpokal 2019 dazu. 
Als Teil des Kaders der katarischen Gastmannschaft, war er auch Teil der Teilnehmer beim Gold Cup 2021. Hier gelang ein Durchmarsch bis ins Halbfinale, wo er mit seinem Team gegen die USA schließlich mit 0:1 klein bei geben musste. Später im Jahr war er auch beim FIFA-Arabien-Pokal 2021 dabei. Auch hier wurde er wieder in fast jedem Spiel eingesetzt. Nur im abschließenden Spiel um den dritten Platz gegen Ägypten blieb er ohne Einsatz.

## Erfolge
al-Duhail SC
- Katarischer Meister: 2022/23